# Altun-Alem-Moschee (Novi Pazar)

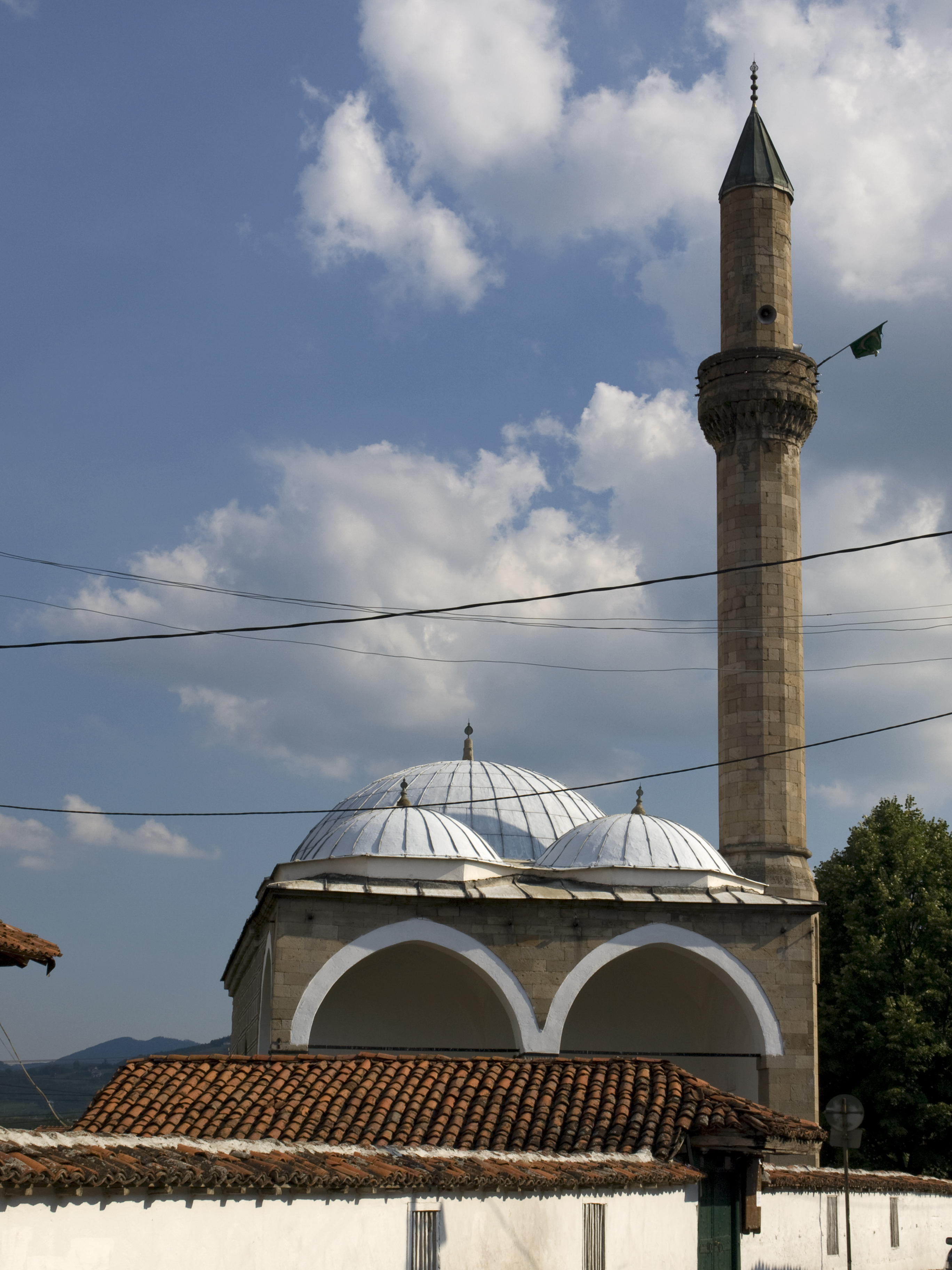
Altun-Alem-Moschee

Die Altun-Alem-Moschee (bosnisch Altun-Alem džamija; serbisch-kyrillisch Алтун–алем) ist eine Moschee in der serbischen Stadt Novi Pazar. Sie liegt in der Straße des 1. Mai (früher Stambolski).

## Geschichte
Die Moschee wurde in der ersten Hälfte des 16. Jahrhunderts von dem Architekten Abdul Gani errichtet (erste Erwähnung 1528). Sie steht seit 1993 als Kulturdenkmal von großer Bedeutung (Spomenici kulture od velikog značaja) unter Denkmalschutz.

## Anlage
Die Moschee, ein Bau mit einer Kuppel auf einem niedrigen Tambour, liegt innerhalb eines ummauerten Komplexes an der Straße des 1. Mai. Der Hauptraum ist abwechselnd aus Reihen von Ziegeln und Bruchstein errichtet. Die Gebetsnische (Mihrāb) und die Galerie (Mahfil) an der Nordwestwand sind reich dekoriert. Die Moschee besitzt eine auf zwei Seiten offene Vorhalle, die von zwei Kuppeln gekrönt wird. Vorhalle und Minarett sind aus Sandsteinquadern errichtet.